# Santa Sofia (Emilia-Romagna)
Santa Sofia is een gemeente in de Italiaanse provincie Forlì-Cesena (regio Emilia-Romagna) en telt 4240 inwoners (31-12-2011). De oppervlakte bedraagt 148,5 km², de bevolkingsdichtheid is 29 inwoners per km².
De volgende frazioni maken deel uit van de gemeente: Berleta, Biserno, Burraia, Cabelli, Campigna, Camposonaldo, Chalet Burraia, Collina di Pondo, Corniolo, Isola, Monte Falco Rifugio La Capanna, Rifugio La Capanna, San Martino, Spinello.

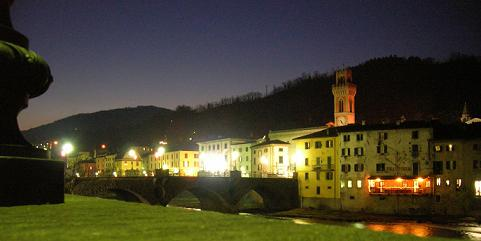
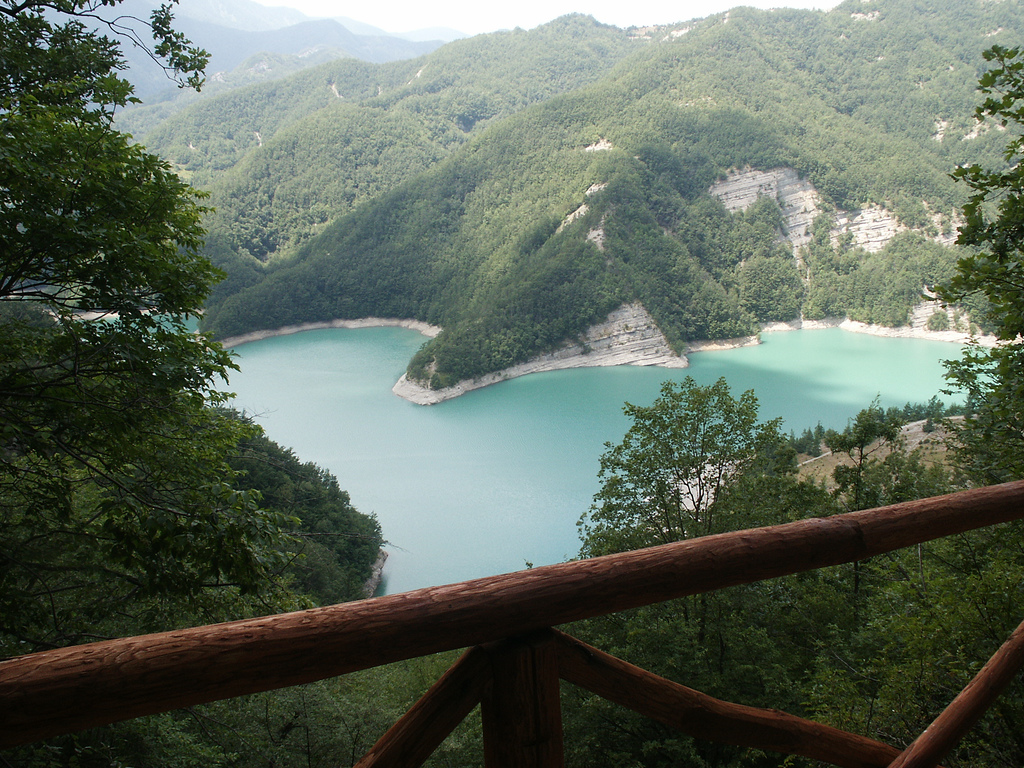

## Demografie
Het aantal inwoners daalde in de periode 1991-2011 met 0,1% volgens de tienjaarlijkse volkstellingen van ISTAT.
| Jaar | Inwoneraantal |
| ---- | ------------- |
| 1991 | 4245          |
| 2001 | 4276          |
| 2011 | 4240          |

## Geboren
- Paus Paschalis II (?-1118), geboren als Raniero di Bieda
- Pierluigi Cocchi (1948), kunstenaar

## Geschiedenis
De gemeente is ontstaan aan de 2 oevers langs de rivier Bidente. Tot in 1924 sprak men van Santa Sofia aan de linkeroever en Martano aan de rechteroever.

## Geografie
Santa Sofia grenst aan de volgende gemeenten: Bagno di Romagna, Civitella di Romagna, Galeata, Pratovecchio Stia (AR), Premilcuore, San Godenzo (FI) en Sarsina. De gemeente ligt naast het nationaal park Parco Nazionale delle Forreste Casentinesi, Monte Falterona e Campigna.